# Paddy Pimblett
Paddy Pimblett (* 3. Januar 1995 als Patrick Mark Pimblett) wuchs in Huyton, Merseyside, auf und ist ein englischer Mixed-Martial-Arts-Kämpfer. Momentan tritt er in der Gewichtsklasse Lightweight der Ultimate Fighting Championship (UFC) an. Pimblett kämpft seit 2012 professionell und kann den Titel eines ehemaligen Cage Warriors Featherweight Champions vorweisen.

## Karriere

### Anfänge
Inspiriert durch den Kampf zwischen Diego Sanchez und Clay Guida beim Finale der Reality Show The Ultimate Fighter 9 trat Pimblett im Alter von 14 Jahren dem Club Next Generation MMA in Liverpool bei, um Mixed Martial Arts zu trainieren. Schon kurze Zeit später fällte er den Entschluss, eine Karriere im Profisport anzustreben.
2012 feierte er mit 17 Jahren sein Profi-Debüt, brachte einen Rekord von 3-0 ein und wurde kurze Zeit später von Cage Warriors unter Vertrag genommen. 2016 errang er durch einen Sieg über Johnny Frachey den Titel der Cage Warriors Featherweight Championship in der Liverpooler Echo Arena, welchen er ein Mal gegen Julian Erosa verteidigen konnte. Im April 2017 verlor er diesen an Nad Narimani und stieg in die Gewichtsklasse Lightweight auf. Nach einem Sieg als Leichtgewicht kämpfte er 2018 um den Titel der Cage Warriors Lightweight Championship, verlor dabei aber via einstimmiger Entscheidung der zuständigen Kampfrichter gegen Søren Bak. Nachdem er zwei weitere Kämpfe in dieser Organisation für sich entscheiden konnte, unterzeichnete er einen Vertrag mit dem Ultimate Fighting Championship. Schon früher wurden Pimblett Verträge von Seiten des UFC angeboten, welcher dieser aufgrund besserer finanzieller Zusicherungen von Cage Warriors aber ausschlug.

### Ultimate Fighting Championship
Am 4. September 2021 trug Pimblett seinen Debütkampf im UFC gegen Luigi Vendramini im Zuge der UFC Fight Night 191 aus. Schon in der ersten Runde konnte er diesen durch Knock-out für sich entscheiden, was ihm den Performance of the night-Bonus von 50.000 $ bescherte. Im Oktober 2021 unterzeichne er einen Werbevertrag mit Barstool Sports über 1.000.000 $.
Am 19. März 2022 traf Pimblett im Zuge der UFC Fight Night 204 auf Rodrigo Vargas. Auch diesen Kampf gewann er, in diesem Fall aber durch Aufgabe Vargas, was ihm zum zweiten Mal in Folge das Preisgeld für die Performance of the Night einbrachte. Später gab Paddy bekannt, er habe 12.000 $ für den Kampf per se und weitere 12.000 $ für den Sieg desselben bekommen.
Als Nächstes kämpfte Pimblett am 23. Juli 2022 im Zuge der UFC Fight Night: Blaydes vs. Aspinall gegen Jordan Leavitt. Er gewann den Kampf in der zweiten Runde durch Aufgabe, welche sich für Leavitt durch einen sogenannten rear-naked choke notwendig machte. Pimblett konnte auch in seinem dritten Kampf im UFC die Zuständigen überzeugen, und so gewann er ein weiteres Mal Performance of the Night-Preis.
Im Zuge des UFC 282 trat "The Baddie" 10. Dezember 2022 gegen den Amerikaner Jared Gordon an und konnte abermals einen Sieg durch einstimmigen Beschluss der Kampfrichter erringen. Diese kontroverse Entscheidung wurde allerdings heftig kritisiert, nach Mehrheitsmeinung der Community und Medien hätte Gordon den Sieg davon tragen sollen.

## Privates
Pimblett ist eng mit der ebenfalls aus Liverpool stammenden MMA-Sportlerin Molly McCann befreundet.
Politisch ordnet er sich dem sozialistischen Lager zu und bezeichnet sich als klaren Gegner der konservativen Tories. Er befürwortet den seit 1989 in der Region um Liverpool anhaltenden Boykott der britischen Boulevardzeitung The Sun aufgrund der Hillsborough-Katastrophe.
Der eigenwillige Langhaarschnitt wurde Pimblett längst zum Markenzeichen. Seine Frisur sowie die im Gegensatz zu vielen seiner Mitstreiter nicht tätowierte Haut erlaubt Jugendlichen einen grundsätzlich anderen Zugang zu ihm. Es sei leichter für sie, sich mit ihm in seiner jetzigen Rolle zu identifizieren, als wenn er ein „riesiger, harter Typ mit vielen Tattoos“ wäre, so Pimblett. Er ist Unterstützer des Liverpool FC, dem Fußballclub seiner Heimatstadt, und verlautete den Wunsch, in dessen Stadium in Anfield zu kämpfen.
Pimblett tendiert zu recht massiven Gewichtsschwankungen in der Zeit zwischen den Kämpfen, was er häufig mit seiner Vorliebe für deftiges Essen begründet. Während die UFC für Leichtgewichte einen Intervall von 66 kg bis 70 kg vorschreibt, bringt „The Baddie“ nach eigener Aussage nicht selten rund 91 kg auf die Waage. Dana White, der Präsident der UFC, kritisierte dieses Verhalten als selbstzerstörerisch. Da man Pimblett nicht der zusätzlichen Belastung von großem Gewichtsverlust in kurzer Zeit aussetzen könne, würden in weiterer Folge auch die Planung und Bewerbung von Events mit Paddie massiv erschwert werden.

## Titel und Auszeichnungen
- Ultimate Fighting Championship
  - Performance of the Night (drei Mal) vs. Luigi Vendramini, Rodrigo Vargas and Jordan Leavitt[20][24][28]
- Cage Warriors Fighting Championship
  - CWFC Featherweight Championship (einmal, ehemals)
    - eine erfolgreiche Titelverteidigung
- Full Contact Contender
  - FCC Featherweight Championship. (einmal, ehemals)
    - eine erfolgreiche Titelverteidigung

## Statistik
| 25 Kämpfe          | 22 Siege | 3 Niederlagen |
| ------------------ | -------- | ------------- |
| Durch Knock-out    | 6        | 0             |
| Durch Aufgabe      | 10       | 1             |
| Durch Entscheidung | 6        | 2             |